# Ophélie Bau

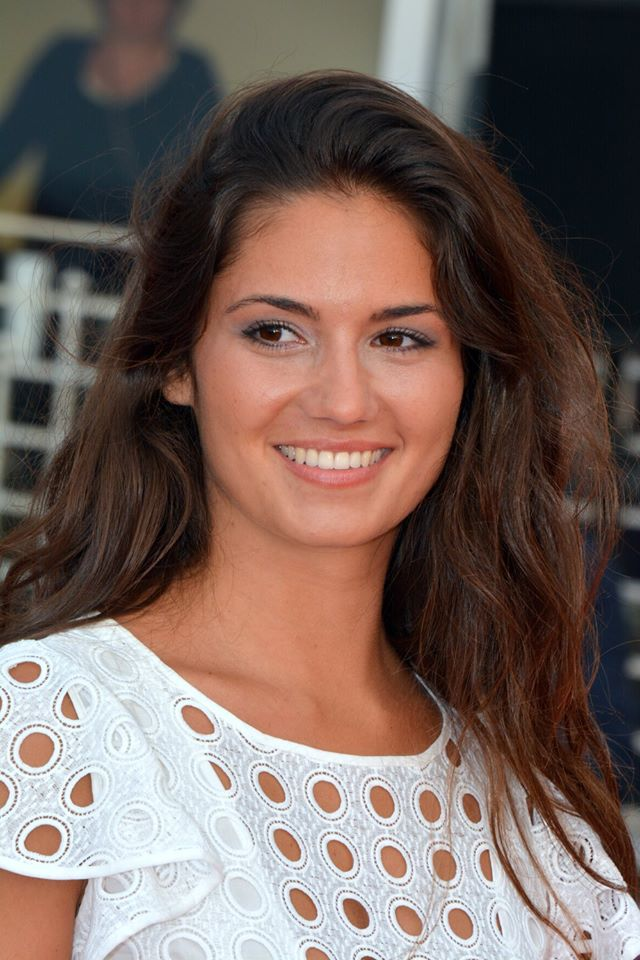
Ophélie Bau Cabourg, 2018

Ophélie Bau (bürgerlich Ophélie Baufle; * 29. Juli 1992 in Besançon) ist eine französische Schauspielerin. Sie wurde durch ihre Hauptrolle in Abdellatif Kechiches Filmen Mektoub, My Love: Canto Uno (2017) und Mektoub, My Love: Intermezzo (2019) bekannt, für die sie 2019 den Preis der Lumières-Presse als „Révélation féminine“ erhielt und für den César als „Meilleur espoir féminin“ nominiert war.

## Leben
Bau wuchs in Besançon auf. 2014 wurde sie zur Miss Besançon gewählt. Sie besuchte das Cours-Florent-Institut in Montpellier und trug zu Beginn ihrer Laufbahn den bürgerlichen Namen Ophélie Baufle. Vor dem Einstieg ins Filmgeschäft plante sie eine Ausbildung im Gesundheitsbereich (auxiliaire de puériculture).

## Wirken
Ihre Kinokarriere begann mit der weiblichen Hauptrolle Ophélie in Mektoub, My Love: Canto Uno, der am 7. September 2017 im Wettbewerb der 74. Internationalen Filmfestspiele von Venedig uraufgeführt wurde. Für diese Leistung erhielt sie 2019 den Prix Lumières als „Révélation féminine“ und wurde im selben Jahr für den César als „Meilleur espoir féminin“ nominiert.
Die Fortsetzung Mektoub, My Love: Intermezzo lief 2019 im Wettbewerb von Cannes und sorgte wegen expliziter Inhalte für Kontroversen. Bau verließ vor Beginn der Vorführung den Saal und nahm nicht an der nachfolgenden Pressekonferenz teil; internationale Medien berichteten darüber. Im Februar 2020 erklärte sie in einem TV-Interview, sie habe vorab um eine private Sichtung der umstrittenen Szene gebeten, was abgelehnt worden sei.
Neben Kechiches Werken wirkte Bau u. a. in Vaurien (Regie: Peter Dourountzis; Cannes-Label 2020, französischer Kinostart 2021) mit sowie in Des feux dans la nuit (Fires in the Dark, Regie: Dominique Lienhard; 2020/2022 in Frankreich veröffentlicht).
Im Jahr 2025 kehrte sie mit Mektoub, My Love: Canto Due in derselben Rolle auf die Leinwand zurück. Der Film erlebte seine Weltpremiere am 9./10. August 2025 im Concorso internazionale des Locarno Film Festival; internationale Kritiken nahmen die Fortsetzung ausführlich auf.